# Scott Fahlman
Scott Elliot Fahlman (n. 21 martie, 1948, în Medina, Ohio, SUA) este un informatician la Universitatea Carnegie Mellon. Este cunoscut pentru munca sa de pionierat în planificare automată, rețele semantice, rețele neuronale (algoritmul Cascade correlation) și la limbajul Common Lisp (în special la CMU Common Lisp).
Fahlman a obținut o diplomă și un master în 1973 de la MIT și doctoratul (Ph.D.) de la MIT în 1977. Supervizorii tezei sale au fost Gerald Sussman și Marvin Minsky. Este membru al Asociației Americane de Inteligență Artificială.
Doctoranzi importanți ai lui Fahlman au fost Donald Cohen, David McDonald, David S. Touretzky, Skef Wholey și Justin Boyan.
În perioada mai 1996 – iulie 2000, Fahlman a fost directorul Justsystem Pittsburgh Research Center.
I se atribuie prima utilizare a unei emotigrame smiley, . A considerat că folosirea smiley-urilor va ajuta persoanele participante la o conversație online să distingă glumele de textele serioase. A propus utilizarea semnelor :-) și :-( pentru acest scop. Mesajul originar a fost postat la 19 septembrie 1982.  
Mesajul a fost:
| 19-Sep-82 11:44 Scott E Fahlman :-) From: Scott E Fahlman <Fahlman at Cmu-20c> I propose that the following character sequence for joke markers: :-) Read it sideways. Actually, it is probably more economical to mark things that are NOT jokes, given current trends. For this, use :-( |

El nu a fost primul utilizator de emotigrame. Un simbol similar a fost folosit într-un articol din Reader's Digest în mai 1967.

## Premiul Smiley
Împreună cu alți colegi, în toamna anului 2007, a creat un concurs studențesc dotat cu premiul pentru inovație în domeniul comunicării între persoana asistată de calculator .